# Hapi
În mitologia egipteană, Hapi era unul din cei patru fii ai lui Horus, găsit în literatura funerară ca protector al tronului lui Osiris pe lumea cealaltă. El este descris ca mumie umană cu cap de pavian pe mobilierul funerar și mai ales pe vazele canope, care dețin organele celor decedați. Borcanul lui Hapi conține plămânii. Hapi a fost, de asemenea, și protectorul Nordului. Hapi a avut sarcina de a tutela zeița Nephthys. 

## Cei 4 fii ai luiHorus
Cea mai veche referire la fiii lui Horus se găsește în Textele Piramidelor, unde sunt descriși ca prieteni ai regelui, în timp ce îl ajută pe rege în ascensiunea sa spre cer cu ajutorul unor scări.
Isis era adesea considerată mama celor patru fii ai lui Horus, deși, în detaliile ritualului funerar, fiecare fiu și, prin urmare, fiecare borcan canopic, era protejat de o anumită zeiță. Așa cum fiii lui Horus protejau conținutul unui vas canopic, organele regelui, tot așa ei erau protejați la rândul lor. Întrucât erau bărbați, în conformitate cu principiile dualității masculin/feminin, protectoarele lor erau femei.
| Nume        | Chip   | Organ     | Orientare | Zeiță tutelară |
| ----------- | ------ | --------- | --------- | -------------- |
| Amset       | Om     | Ficat     | Sud       | Isis           |
| Duamutef    | Șacal  | Stomac    | Est       | Neith          |
| Hapi (Xapi) | Babuin | Plămâni   | Nord      | Nephthys       |
| Kebehsenuf  | Șoim   | Intestine | Vest      | Serket         |